# Ferrière-la-Grande
Ferrière-la-Grande település Franciaországban, Nord megyében. Lakosainak száma 5167 fő (2022. január 1.). Ferrière-la-Grande Rousies, Beaufort, Cerfontaine, Damousies, Ferrière-la-Petite és Louvroil községekkel határos.

## Népesség
A település népességének változása:
| Lakosok száma | 5367 | 5321 | 5362 | 5301 | 5292 | 5273 | 5239 | 5202 | 5167 |
|               | 2013 | 2015 | 2016 | 2017 | 2018 | 2019 | 2020 | 2021 | 2022 |